# Papieska elekcja 1154
Papieska elekcja 4 grudnia 1154 – odbyła się po śmierci Anastazego IV i zakończyła wyborem jedynego w dziejach papieża z Anglii Adriana IV.

## Lista elektorów
Święte Kolegium Kardynałów na początku grudnia 1154 liczyło 30 kardynałów, wiadomo jednak że co najmniej sześciu z nich przebywało wówczas poza kurią papieską, zatem w wyborze następcy Anastazego IV mogło brać udział najwyżej dwudziestu czterech:
- Imar OSBCluny (nominacja kardynalska: 14 marca 1142) — kardynał biskup Tusculum; prymas Świętego Kolegium Kardynałów
- Waryn CanReg (23 grudnia 1144) — kardynał biskup Palestriny
- Nicholas Breakspeare CanReg (17 grudnia 1149) — kardynał biskup Albano
- Hugo OCist (22 grudnia 1151) — kardynał biskup Ostii
- Cencio de Gregorio (3 marca 1151) — kardynał biskup Porto e Santa Rufina
- Gregorio Centu (2 marca 1140) — kardynał biskup Sabiny
- Guido Florentinus (2 marca 1140) — kardynał prezbiter S. Crisogono; protoprezbiter Świętego Kolegium Kardynałów
- Ariberto (18 grudnia 1143) — kardynał prezbiter S. Anastasia
- Manfred (18 grudnia 1143) — kardynał prezbiter S. Sabina
- Juliusz (20 maja 1144) — kardynał prezbiter S. Marcello
- Ubaldo CanReg (20 maja 1144) — kardynał prezbiter S. Croce in Gerusalemme
- Guido Puella CanReg (23 grudnia 1144) — kardynał prezbiter S. Pudenziana
- Bernard CanReg (23 grudnia 1144) — kardynał prezbiter S. Clemente
- Ottaviano de Monticello (26 lutego 1138) — kardynał prezbiter S. Cecilia
- Astaldo degli Astalli (18 grudnia 1143) — kardynał prezbiter S. Prisca
- Rolando Bandinelli (23 września 1150) — kardynał prezbiter S. Marco; kanclerz Świętego Kościoła Rzymskiego
- Gerard (3 marca 1151) — kardynał prezbiter S. Stefano al Monte Celio
- Giovanni da Sutri (22 lutego 1152) — kardynał prezbiter Ss. Giovanni e Paolo; rektor Kampanii
- Enrico Pisano OCist (22 lutego 1152) — kardynał prezbiter Ss. Nereo ed Achilleo
- Giovanni Morrone (22 lutego 1152) — kardynał prezbiter Ss. Silvestro e Martino
- Rudolf (18 grudnia 1143) — kardynał diakon S. Lucia in Septisolio
- Guido di Crema (20 maja 1144) — kardynał diakon S. Maria in Portico
- Giovanni Gaderisio CanReg (23 września 1150) — kardynał diakon Ss. Sergio e Bacco
- Ottone da Brescia (22 lutego 1152) — kardynał diakon S. Nicola in Carcere

Pięciu elektorów mianował papież Innocenty II, czterech Celestyn II, sześciu Lucjusz II, dziesięciu Eugeniusz III.

### Nieobecni
Co najmniej sześciu kardynałów było nieobecnych:
- Ubaldo de Lucca (17 grudnia 1138) — kardynał prezbiter S. Prassede; legat papieski w Lukce
- Rainaldo di Collemezzo OSB (1141) — kardynał prezbiter [Ss. Marcellino e Pietro?]; opat Montecassino
- Odone Bonecase (5 marca 1132) — kardynał diakon S. Giorgio in Velabro, protodiakon Świętego Kolegium Kardynałów; legat papieski we Francji
- Giacinto Bobone (23 grudnia 1144) — kardynał diakon S. Maria in Cosmedin; legat papieski w Hiszpanii
- Gerard de Namur (22 lutego 1152) — kardynał diakon S. Maria in Via Lata; legat papieski w Niemczech
- Ildebrando Grassi CanReg (22 lutego 1152) — kardynał diakon S. Eustachio; legat papieski w Lombardii; administrator diecezji Modena

Trzech z nich mianował Innocenty II, jednego Lucjusz II i dwóch Eugeniusz III.

## Wybór Adriana IV
Papież Anastazy IV zmarł 3 grudnia 1154 w Rzymie. Następnego dnia kardynałowie zgromadzili się aby dokonać wyboru jego następcy. Ku powszechnemu zaskoczeniu wybór elektorów padł na obcokrajowca, Anglika Nicholasa Breakspeare z zakonu kanoników regularnych, biskupa Albano, byłego legata papieskiego w Skandynawii. Elekt przyjął wybór pod imieniem Adrian IV. Jak dotąd jest on jedynym papieżem z Wysp Brytyjskich.

## Uzupełniające źródła internetowe
- S. Miranda: papieska elekcja 1154
- Sede Vacante 1154. Notes by dr J. P. Adams